# 3M11 Falanga
3M11 Falanga (ryska: 3М11 Фаланга) och 9M17 Skorpion är två snarlika sovjetiska pansarvärnsrobotar. NATO-rapporteringsnamn för båda är AT-2 Swatter.

## Historia
År 1957 påbörjades arbetet med att utveckla en ersättare för tidigare 3M6 Sjmel vars tunga och långsamma robotar inte svarade upp till kraven. De första 3M11 Falanga-robotarna var visserligen både mindre och snabbare, men deras tillförlitlighet var dålig och radiosignalerna med vilka skytten styrde roboten stördes lätt ut. Därför utvecklades en snarlik robot med namnet 9M17 Skorpion för att åtgärda problemen.
De första robotarna fick bestycka pansarvärnsfordonet BRDM-3 men de kom snart att användas i större skala ombord på stridshelikoptrar. 1960 provsköts den första roboten från en Mil-1 och snart var de standardbeväpning på Mil-4 och Mil-8.
Skorpion-robotarna var för sin tid potenta vapen, men fjärrstyrningen gjorde det svårt att träffa. Därför utvecklades 1973 det halvautomatiska siktet 9Sj121 Raduga-F med vilket skytten bara behövde fortsätta att hålla målet i siktet för att styra roboten. Roboten 9M19P utvecklades för att kunna dra nytta av det nya siktet som framför allt användes ombord på attackhelikoptern Mil-24.
Robotarna är nu ersatta med 9M111 Fagot och 9M113 Konkurs på pansarvärnsfordon och av 9K114 Sjturm och 9M120 Ataka för helikoptrar.

## Varianter
- 3M11 (AT-2a) första produktionsserien
- 9M17 (AT-2b) förbättrad version med bättre tillförlitlighet
- 9M17M räckvidden ökad till 3500 meter
- 9M19P (AT-2c) kan styras med halvautomatiskt siktessystem (SACLOS)
- 9M19MP räckvidden ökad till 4000 meter

## Bilder

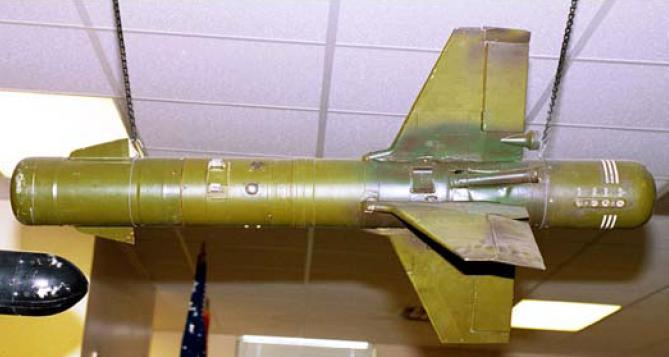
9M17P Skorpion-P
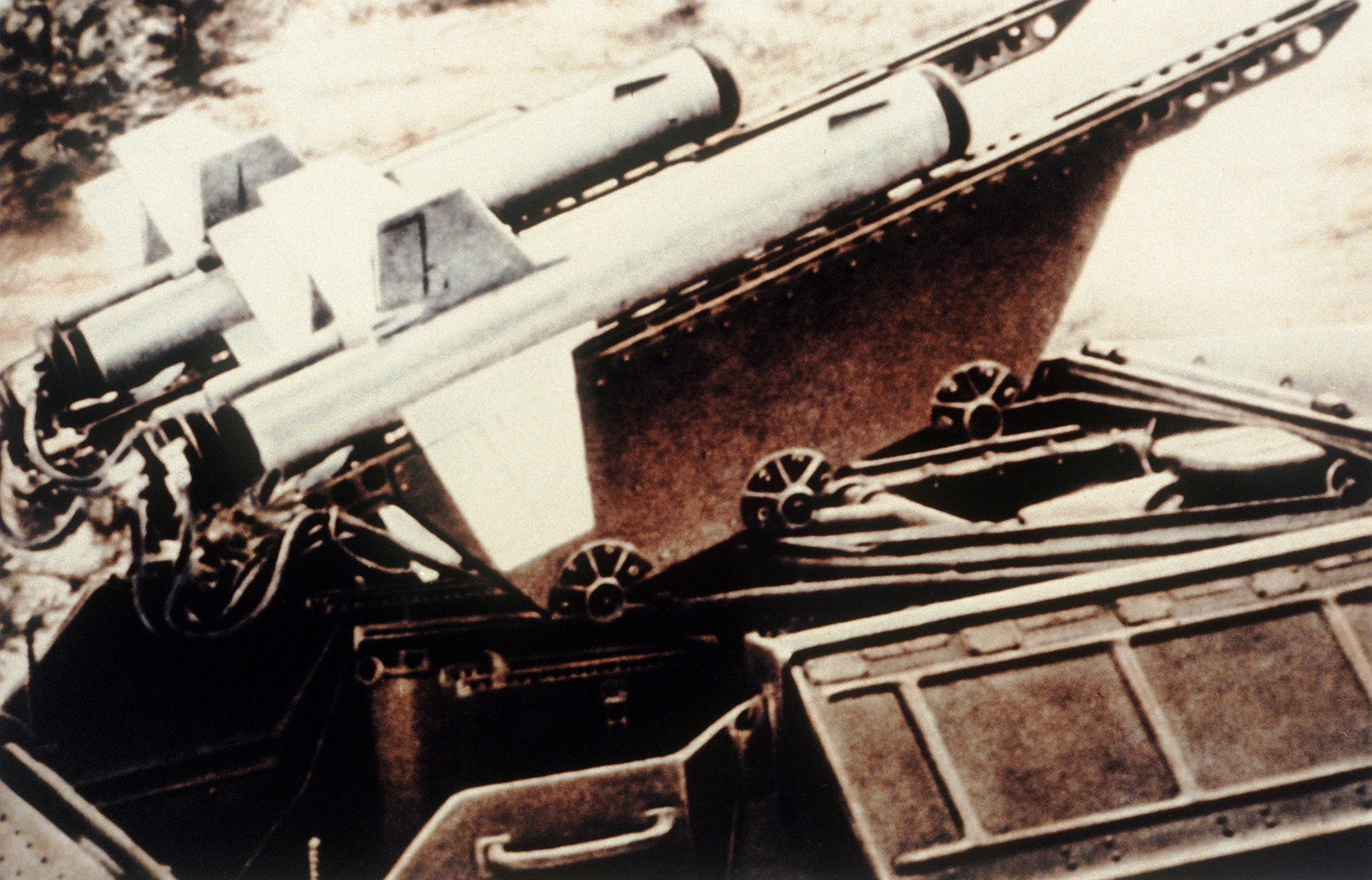
3M11 Falanga-robotar monterade på ett BRDM-3 pansarvärnsfordon